# 이광렬
이광렬(李光烈, 1795년 ~ 1839년 7월 20일)은 조선의 천주교 박해 때에 순교한 한국 천주교의 103위 성인 중에 한 사람이다. 세례명은 요한(Ioannes)이다.

## 생애
이광렬은 이광헌 아우구스티노의 동생이다. 그는 형을 따라서 천주교 신자가 되었다. 그는 정직하고 열정이 넘쳤으며 신심이 두터웠다. 그는 북경을 왕래하는 천주교 신자단의 일원이 되었다. 그는 북경에서 세례를 받았다. 그는 고국으로 돌아온 뒤, 금욕하는 삶을 살았으며 독신으로 살기를 결심했다. 그의 신앙 생활은 매우 충직하여 모든 사람들이 탄복하였다. 그는 언제나 하느님의 뜻을 따랐다.
그는 1839년 4월 8일에 체포되었다. 그는 수차례 주뢰를 트는 형벌을 받았다. 그리고 당시는 한차례의 심문 때마다 형리는 죄수를 각각의 몽둥이가 부러질 때까지 30 차례 씩을 매질하는 관행이 있었다. 따라서 매 차례의 심문 때마다 30 개씩의 몽둥이가 구비되어 있었다. 그 몽둥이들은 유연한 가지들을 묶어 만들어졌으므로, 형리의 매질이 심해지면, 죄수의 살가죽이 떨어져 나갔다.
이광렬은 모든 고통을 견디며 그의 신앙을 증언하였다. 그는 그의 형 이광헌과 함께 처형될 예정이었으나, 조선 형법에 따르면 형제는 같은 날 처형될 수 없었다. 그러므로, 형 이광헌이 먼저 처형되고, 이광렬은 감옥에서 기다렸다. 감옥에서 그의 언행은 많은 사람들에게 감명을 주었다.
《승정원일기》에 따르면, 그는 1839년 7월 20일에 일곱 명의 교우들과 함께 참수되었다고 한다. 그의 나이 45세로 그는 순교의 영관을 썼다.

## 시복 · 시성
이광렬 요한은 1925년 7월 5일에 로마 성 베드로 광장에서 교황 비오 11세가 집전한 79위 시복식을 통해 복자 품에 올랐고, 1984년 5월 6일에 서울특별시 여의도에서 한국 천주교 창립 200주년을 기념하여 방한한 교황 요한 바오로 2세가 집전한 미사 중 이뤄진 103위 시성식을 통해 성인 품에 올랐다.

## 참고 문헌
- (영어) Catholic Bishop's Conference Of Korea. 103 Martryr Saints: 이광렬 요한 Ioannes B. Yi Kwang-nyol 보관됨 2014-10-06 - 웨이백 머신